# Kościół św. Bartłomieja w Kuleszach Kościelnych
Kościół św. Bartłomieja w Kuleszach Kościelnych – rzymskokatolicki kościół parafialny w dekanacie Wysokie Mazowieckie w diecezji łomżyńskiej, w Kuleszach Kościelnych przy ul. Głównej 4.

## Historia budowy i losy świątyni
- W 1670 wizytacja określa istniejący kościół jako maleńki, nadrujnowany i ograbiony w czasie wojen szwedzkich[3].

- W latach 1730–1733 zbudowano kościół drewniany, staraniem księdza Wojciecha Wnorowskiego. Poświęcony w 1737[3].
- Kolejny, również drewniany fundował w 1798 ksiądz Marcin Wnorowski. Remontowany w latach 1837 i 1868–1869. Spłonął w 1908[3].

- Obecny, neogotycki, murowany kościół powstał dzięki staraniom księdza Wincentego Jonkajtysa, według projektu Józefa Piusa Dziekońskiego. Budowany przez Adama Piotrowskiego z Siedlec w latach 1911–1915 oraz po przerwie wojennej w 1918–1926. Ukończony staraniem księdza proboszcza Jerzego Kamińskiego[3].

- 18 czerwca 1939 kościół został konsekrowany przez Biskupa łomżyńskiego Stanisława Łukomskiego[2].

- Podczas II wojny światowej, 2 sierpnia 1944, kościół nieomal cudem uniknął zniszczenia. Wycofujący się Niemcy wysadzali w powietrze obiekty strategiczne, jak mosty i punkty obserwacyjne, a wysokie wieże kościoła były jednym z nich. Ostatecznie kościół ocalał, na co wpływ mogły mieć zarówno prośby miejscowego proboszcza, jak też fakt, że niemiecki dowódca był katolikiem i nie chciał niszczyć świątyni. Jedyne uszkodzenia kościół odniósł kilkanaście dni później, gdy podczas ostrzału artyleryjskiego dwa pociski ugodziły jego wieżę i dach[4].

- 1987 – 31 sierpnia Wojewódzki Konserwatorów Zabytków podjął decyzję o wpisaniu kościoła parafialnego pw. św. Bartłomieja w Kuleszach Kościelnych do rejestru zabytków nieruchomych pod nr rej.: 312[1].

- W 1987 staraniem księdza proboszcza Pawła Olędzkiego pomalowano wnętrze kościoła, a w latach 1999–2000 została wykonana elewacja zewnętrzna kościoła staraniem księdza proboszcza Henryka Budnego[2].

- W 2007 posługę proboszcza w parafii Kulesze Kościelne objął ks. Bogdan Malinowski. Za jego kadencji wykonano zewnętrzne oświetlenie kościoła wraz z iluminacją. W prezbiterium i kaplicach bocznych położono nową granitową posadzkę, zainstalowano też nowy system ogrzewania i wentylacji. W ołtarzu głównym przeprowadzono prace restauracyjne, odnawiając m.in. obraz św. Bartłomieja Apostoła, patrona parafii.

- W latach 2011/2012 w bocznej kaplicy (od strony północnej) umieszczono drewniany ołtarz Bożego Miłosierdzia oraz relikwie św. Faustyny[4]. W 2013 w kaplicy od strony południowej zamontowano kolejny ołtarz i umieszczono w nim zabytkową, XVII-wieczną płaskorzeźbę św. Rodziny.

- W czerwcu 2018 na placu kościelnym, jako wotum wdzięczności z okazji 525-lecia istnienia parafii, postawiono pomnik kard. St. Wyszyńskiego, Prymasa Tysiąclecia.

## Architektura i parametry techniczne
Neogotycki kościół jest trójnawowy, na planie krzyża łacińskiego z cegły, otynkowany. Fasada jest ujęta w 2 czworoboczne wieże, w górnej części przechodzące w ośmiobok. Sklepienie kościoła jest sieciowo-palmowe, a na przecięciu nawy głównej z transeptem – parasolowe.
Wymiary kościoła są następujące: długość: 55 m; szerokość: 25 m; wysokość do sklepienia: 14 m; wysokość wież: 48 m.
W kościele znajduje się 5 ołtarzy, z których najważniejsze to:
- Ołtarz główny. Mieści się tu obraz Matki Boskiej Częstochowskiej, zasuwany obrazem św. Bartłomieja Apostoła. Po bokach stoją figury św. Piotra i Pawła, natomiast w zwieńczeniu – figura św. Michała Archanioła. Ołtarz posiada nastawę wykonaną w dębie.
- Ołtarz w lewej kaplicy (północnej). W ołtarzu, który powstał z ofiar pieniężnych parafian, zamontowano obraz Jezusa Miłosiernego oraz umieszczono relikwie św. Faustyny Kowalskiej.
- Ołtarz w prawej kaplicy (południowej). Budowę tego ołtarza ukończono w sierpniu 2013. Zamontowano w nim drewnianą, zabytkową płaskorzeźbę św. Rodziny (XVII w.), wcześniej poddaną gruntownej konserwacji.

Ołtarz główny, ambona i konfesjonały pochodzą z ok. 1925. Do zabytkowego wyposażenia należą ponadto: monstrancja z 1877, ozdobiona monetami z różnych lat, kielichy z 1885 i 1915 i relikwiarz św. Kazimierza z 1931.

## Galeria fotograficzna

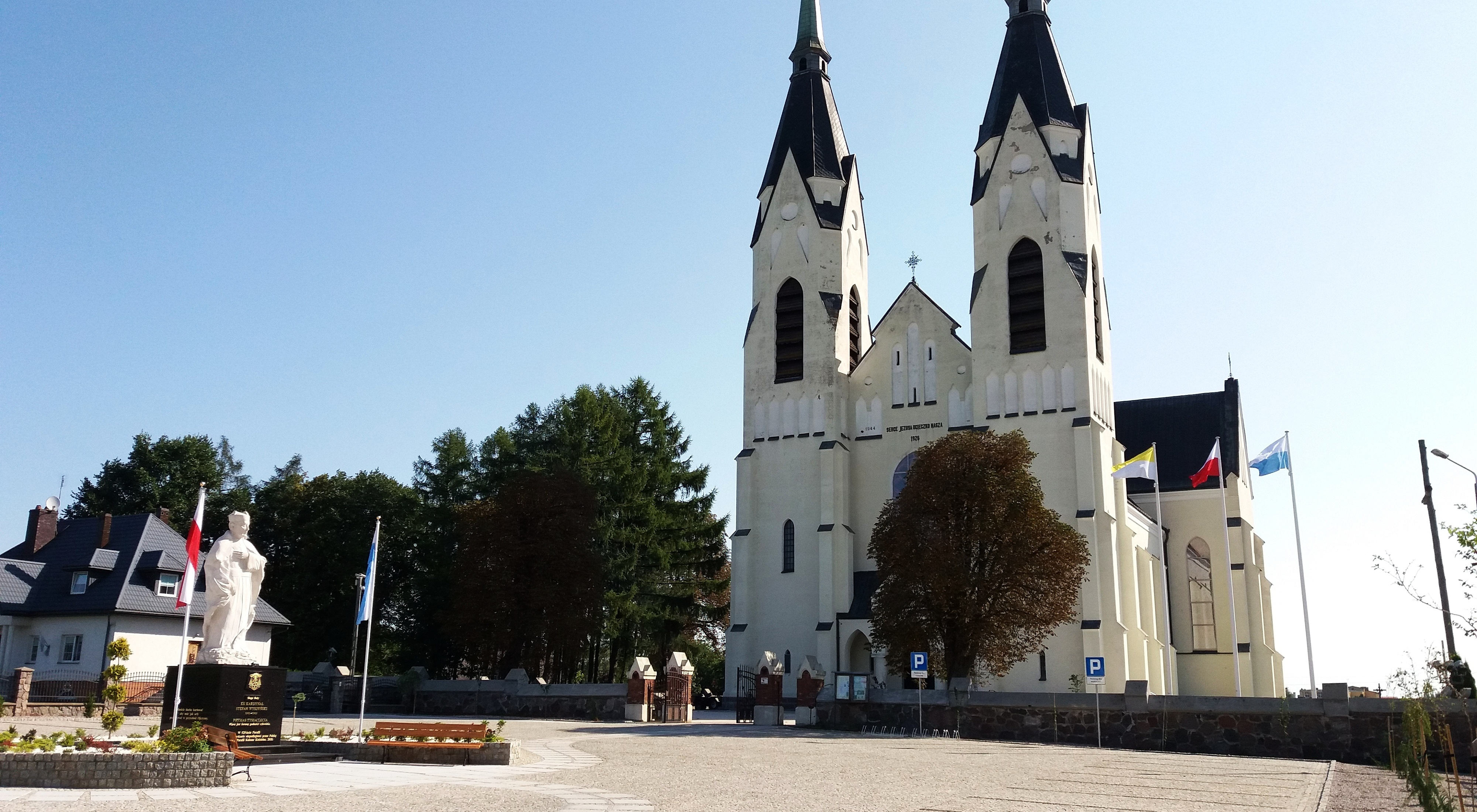
Pomnik kard. Wyszyńskiego
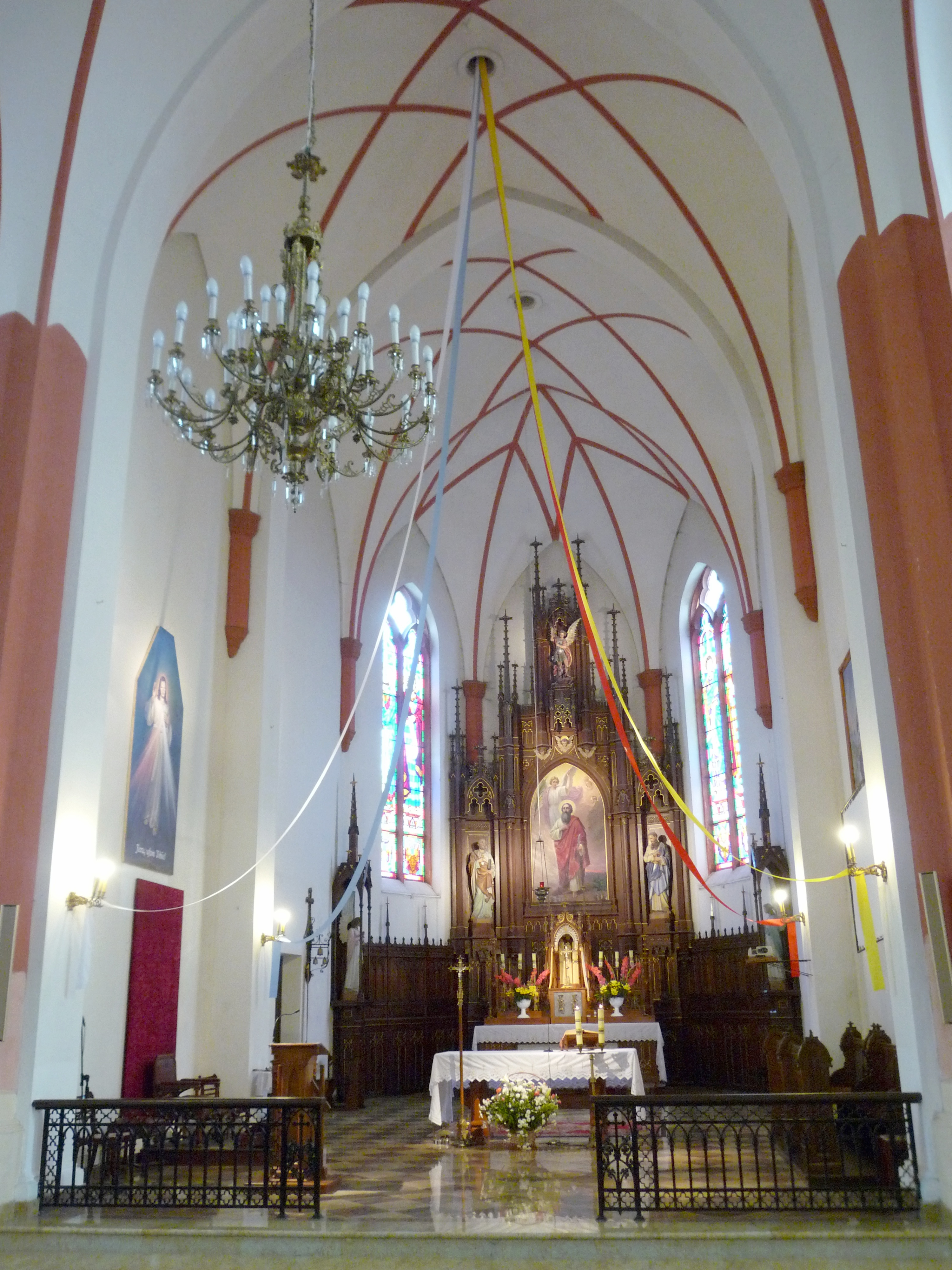
Prezbiterium kościoła
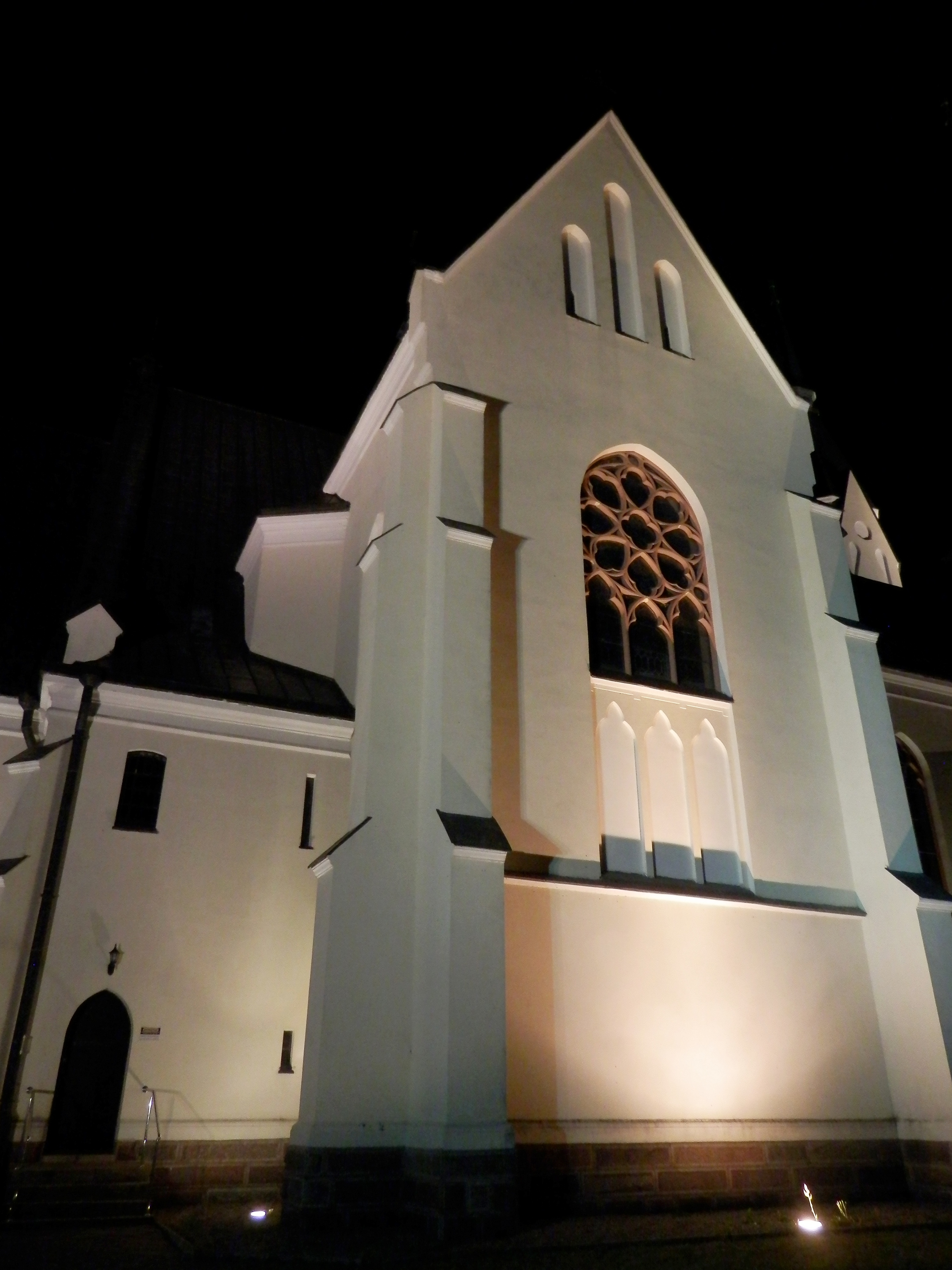
Transept północny
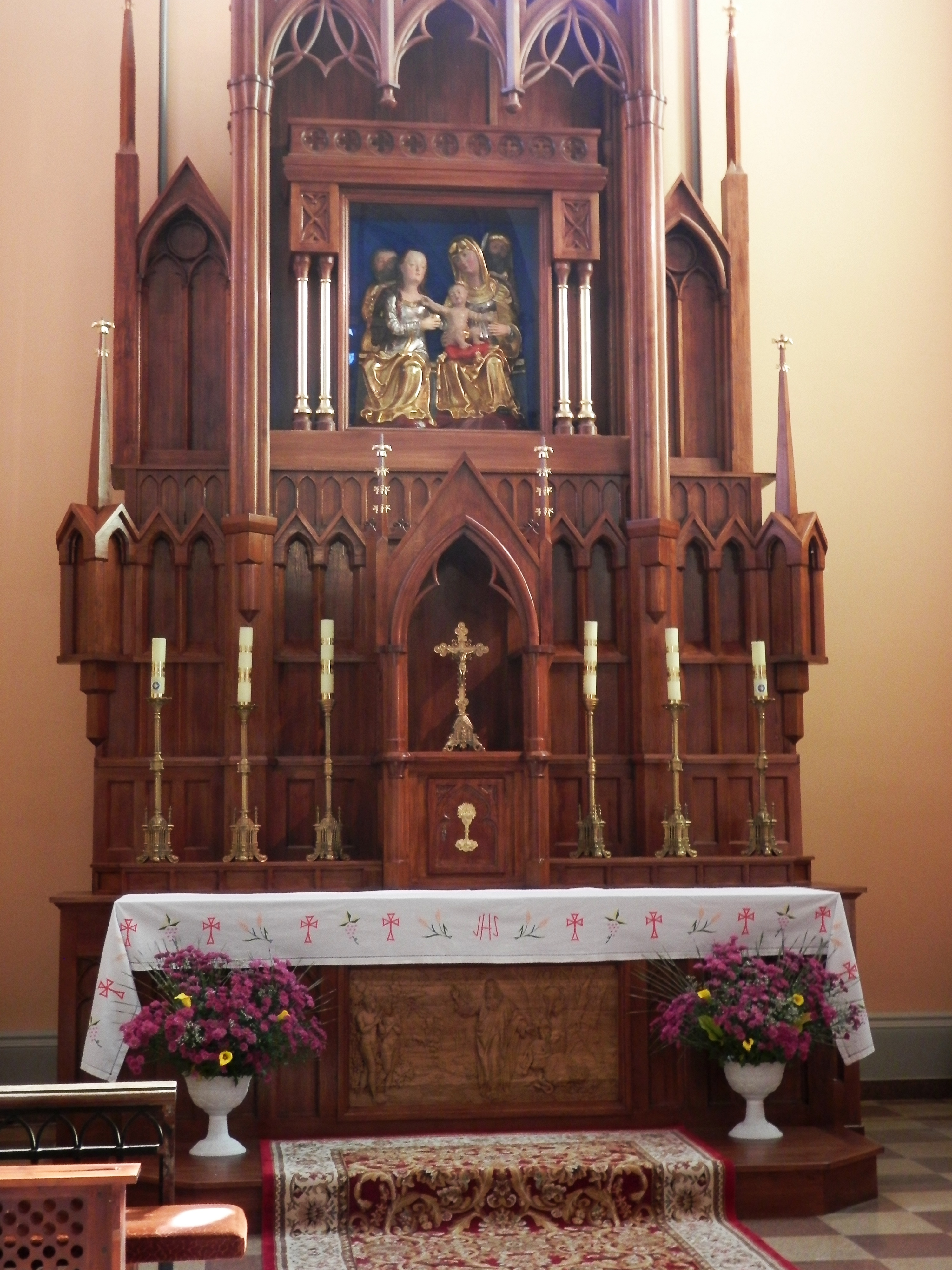
Ołtarz św. Rodziny
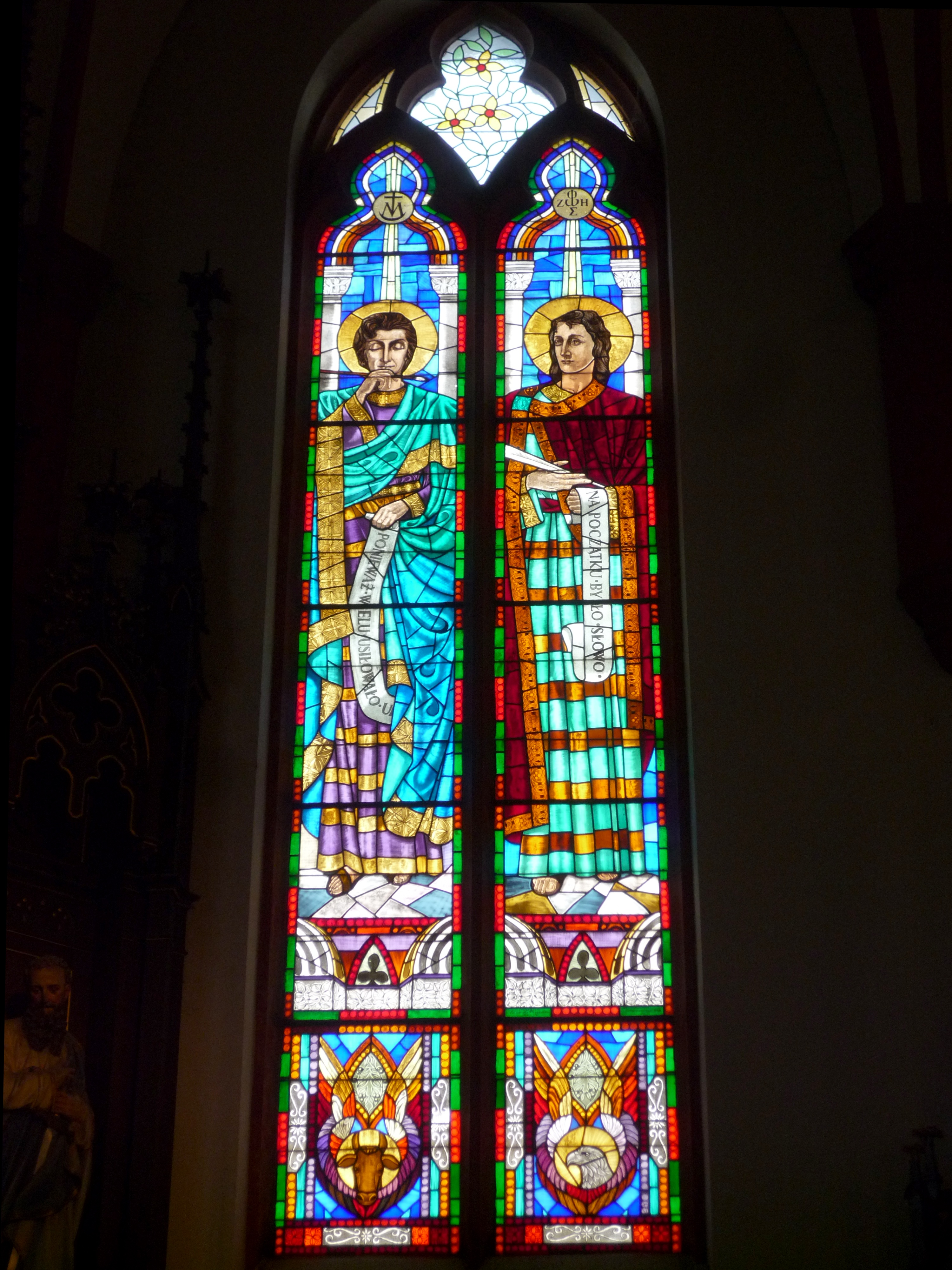
Witraże w prezbiterium